# Delirio (TV-serie)
Delirio är en colombiansk dramaserie som hade premiär på Netflix den 18 juli 2025.

## Handling
När en kvinna får ett nervöst sammanbrott börjar hennes make gräva i hennes mörka förflutna för att lägga ihop pusselbitarna och hitta orsaken till hennes delirium.

## Rollista (i urval)
- Estefanía Piñeres
- Juan Pablo Raba
- Juan Pablo Urrego